# Dresden (Tennessee)
Dresden település az Amerikai Egyesült Államok Tennessee államában, Weakley megyében, melynek megyeszékhelye is. Lakosainak száma 3019 fő (2020. április 1.).

## Népesség
A település népességének változása:

| 2010 | 3 005 |
| 2020 | 3 019 |